# Pasithee (maan)
Pasithee, of Jupiter XXXVIII is een natuurlijke satelliet van Jupiter. De maan werd ontdekt door de Universiteit van Hawaï onder leiding van Scott S. Sheppard in 2001 en kreeg toen de naam S/2001 J 6.
Pasithee draait rond Jupiter op een gemiddelde afstand van 23,091 Gm in 719,47 dagen, en is ongeveer 2 kilometer in doorsnee.
De maan is genoemd naar Pasithee, een der Charites uit de Griekse mythologie.